# Whaleyville
Whaleyville – jednostka osadnicza w Stanach Zjednoczonych, w stanie Maryland, w hrabstwie Worcester.